# Lemshausen
 Lemshausen  ist ein Ortsteil der Gemeinde Rosdorf im Landkreis Göttingen in Niedersachsen. Das Gut Reibstein ist ebenfalls zur Ortschaft Lemshausen gehörig.

## Lage
Lemshausen liegt am westlichen Rand des Leinetals auf einer Höhe von 185 m ü. NN etwa 1 km südsüdwestlich von Mengershausen, 3 km südwestlich von Rosdorf und 0,5 km westlich der A 7. Westlich des Ortes steigt das Gelände deutlich zur Dransfelder Hochebene an, im Osten fällt es nur flach zur Leine hin ab. Das westlich des Ortes als Tal eingeschnittene Gelände ist im Ort nur noch als schwache Senke ausgebildet. Der dort fließende Graben mündet östlich des Ortes in den Wartangergraben.

## Geschichte
Die ältesten schriftlichen Erwähnungen des Ortes stammen aus dem 10. Jahrhundert und sind in den Corveyer Traditionen als Lyammanneshusun (§ 424, 986–988) und Liammanneshus (§ 438, 989–992) überliefert. Bereits Ende des 14. Jahrhunderts war der Ortsname zu Lemmeshusen verschliffen, die heutige Namensform tauchte 1675 auf. In der Kopfsteuerbeschreibung des Jahres 1689 wurden in Lemshausen neun Großköter, elf Kleinköter, ein Brinksitzer, drei Leibzüchter und drei Häuslinge aufgeführt. Ende des Jahres 1910 wurden 184 Einwohner in Lemshausen gezählt.
Am 1. Januar 1973 wurde Lemshausen in die Gemeinde Rosdorf eingegliedert.

## Politik

### Ortsrat
Der Ortsrat setzt sich aus fünf Mitgliedern zusammen, die alle der Wählerliste Lemshausen angehören.
(Stand: Kommunalwahl am 12. September 2021)

### Ortsbürgermeister
Ortsbürgermeister ist Jürgen Alrutz (Parteilos), sein Stellvertreter ist Björn Senhen (CDU).

### Wappen
Die Blasonierung lautet:
Im schrägrechts von Gold (Gelb) und Silber (Weiß) geteiltes Schild einbewurzelter grüner Baum, rechts und links mit je 3 grünen Ästen mit 29 Blättern.
Begründung:
Das Wappenbild bezieht sich auf die 800-jährige Ortslinde, die mit 29 Blättern dargestellt ist, zur Symbolisierung der ursprünglich 29 Hofstellen des Dorfes. Als Farben wurden die hannoverschen Landesfarben gelb/weiß gewählt.

## Kapelle

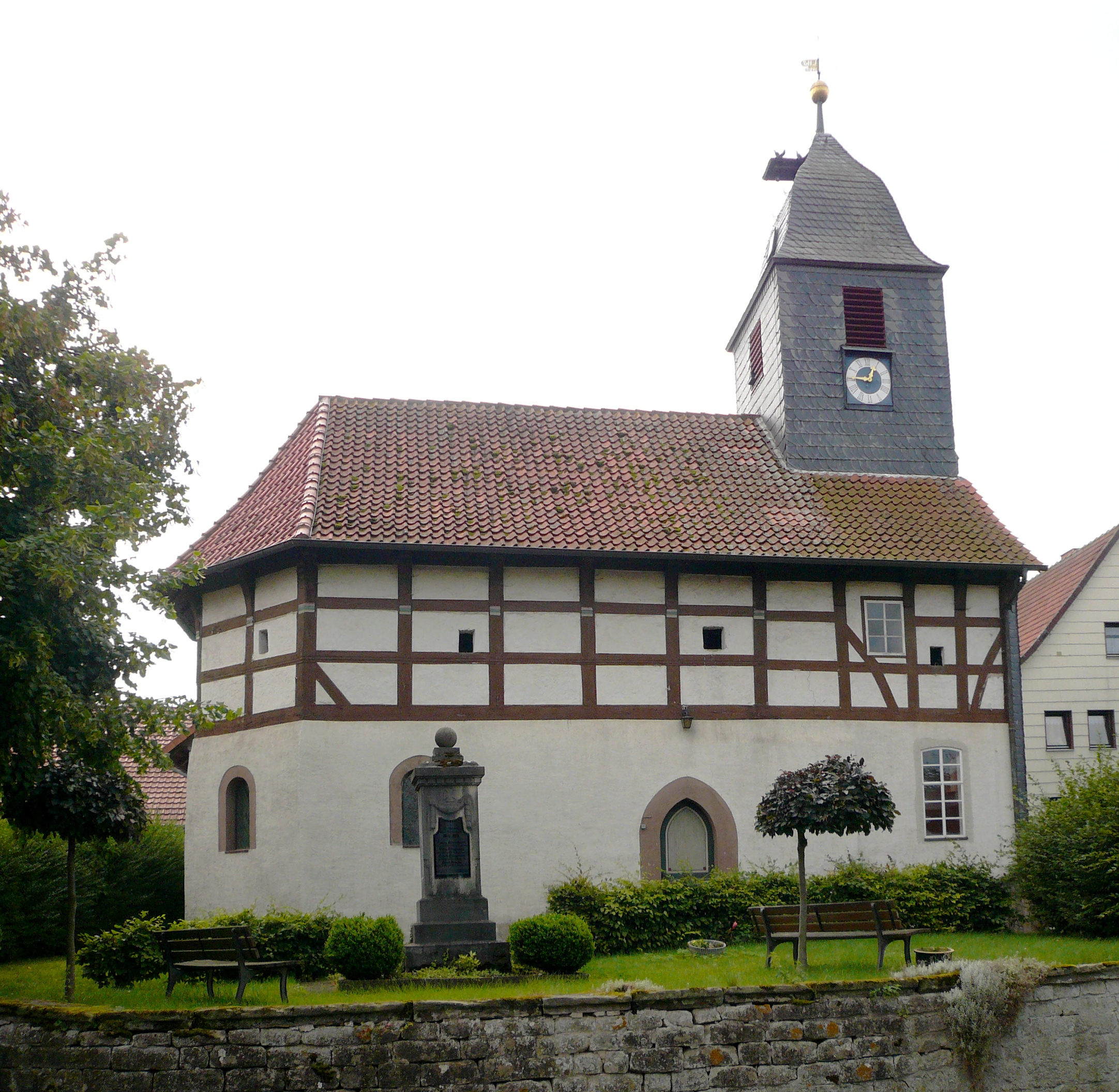
Die evangelisch-lutherische St. Urbankirche in Lemshausen

Geweiht wurde die  evangelisch-lutherische St. Urbankapelle im Jahr 1515. Um 1700 wurde der Fachwerkoberstock erneuert. Eine Erweiterung erfolgte im frühen 19. Jahrhundert. Aus dieser Zeit stammt auch der Dachreiter. Die aus dem 20. Jahrhundert stammende Orgel kommt aus der Werkstatt des Orgelbauers Albrecht Frerichs.